# Том Арнолд
Томас Двејн Арнолд (енгл. Thomas Duane Arnold; рођен 6. марта 1959. у Отамви), амерички је филмски и ТВ глумац, комичар и телевизијски водитељ.